# Bastet-Fest

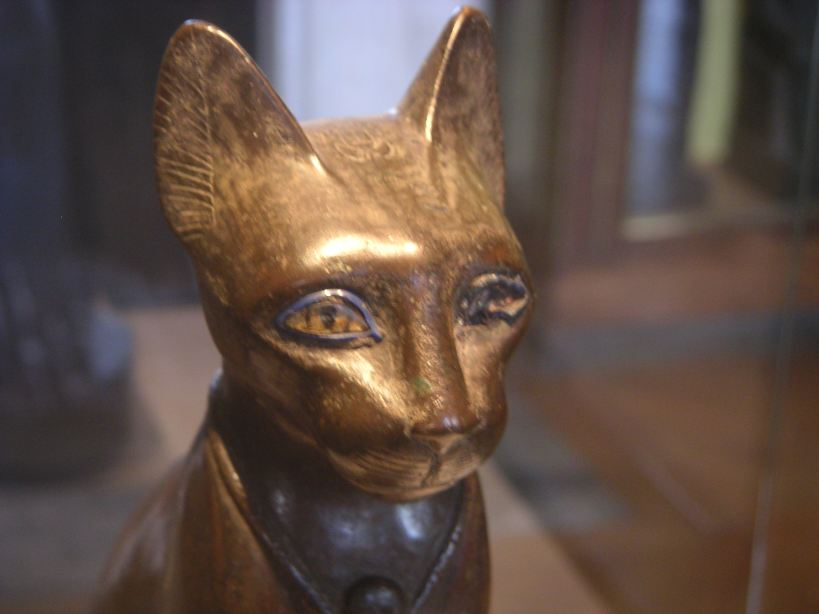
Bronze-Statuette der Bastet im Louvre-Museum in Paris.

Das Bastet-Fest (auch Schönes Fest der Trunkenheit) wurde im Alten Ägypten zweimal jährlich ausgerichtet und ist als „Großes Bastet-Fest“ erstmals im Alten Reich als Neujahrsfeier belegt. Die Anfänge reichen aber in die frühdynastische Zeit zurück, in der die Göttin Bastet auch als Sachmet verehrt wurde. Mythologische Verbindungen bestanden ebenfalls zu Hathor, die in den Ähnlichkeiten der Festrituale sichtbar werden. Ihr ursprünglich oberägyptischer Kultort wechselte im Verlauf in das im Nildelta gelegene Bubastis.
Das „Große Bastet-Fest“, das bis zum Neuen Reich in enger Verbindung mit der einsetzenden Nilschwemme stand, konnte später aufgrund des sich verschiebenden heliakischen Aufgangs von Sirius erst nach Ankunft der Nilflut begonnen werden. Das „Kleine Bastet-Fest“ feierten die Ägypter später gemeinsam mit dem Osiris-Neujahrsfest, das ebenfalls unter dem Namen „Schönes Fest der Trunkenheit“ bekannt ist.

## Fest-Termine
Der Termin des Bastet-Festes richtete sich seit jeher nach dem Sothis-Mondkalender, der wiederum an den Sothis-Zyklus gebunden war. Der 1. Thot im Sothis-Mondkalender signalisierte das neue Jahr. Ein Festbeginn vor dem heliakischen Aufgang von Sirius war ausgeschlossen, da nur die Sothis-Mondkalendertage 1. bis 29. Thot in Frage kamen.
Durch die Koppelung an Sirius fanden die Feierlichkeiten relativ konstant zur gleichen Jahreszeit statt, da Sirius vom Ende des 5. Jahrtausends v. Chr. bis zum „Kanopus-Dekret“ nur langsam vom 3. Juni auf den 14. Juli wanderte und damit nur eine Bandbreite vom 3. Juni bis 12. August gegeben war.
Eine äußerst seltene Konstellation lag 239 v. Chr. im 8. Regierungsjahr von Ptolemaios III. vor, da sowohl das Bastet-Fest als auch der heliakische Aufgang von Sirius und das „Schöne Fest vom Wüstental“ auf denselben Tag fielen. Um diese Situation zu festigen, verfasste Ptolemaios III. ein Jahr später seinen Erlass, der die Einführung eines Schalttages vorsah.

## Festverlauf
Herodot (Historien, II 60) beschrieb den Festverlauf sehr ausführlich. Da die Nilflut den Anreiseweg über Land beschwerlich machte, wurde der Weg nach Bubastis mit dem Boot zurückgelegt. Während der Fahrt sangen die Reisenden ausgelassen und laut. Beim Passieren einer Stadt kamen Tänze hinzu und die Bewohner wurden mit Schmähreden bedacht. Besonders Frauen standen im Mittelpunkt obszöner Sprüche und eindeutiger erotischer Angebote.
Der schon bei der Anreise begonnene Alkohol-Konsum, meist Bier und Wein, steigerte sich bei der Ankunft in Bubastis: „Wo ist das Bier? Meine Kehle ist trocken wie Stroh“. Die Berichte von Herodot spiegeln sich in demotischen Kompositionen wider. Große Bekanntheit hat das „Harfner-Lied“ erlangt:

„Der Harfner spricht zu den Festteilnehmern so: ‚Ich kann nicht hungrig singen, nicht die Harfe halten zum Gesang, wenn ich nicht satt vom Wein bin‘. Er lässt das Volk bitten, auf dass es ruft: ‚Singe‘. Nachdem er mit Wein versorgt wurde, hebt der Harfner zum Gesange und jeder sieht im Rausch, dass die Harfe steht auf dem Kopf. Und dreht er die Harfe in seiner Hand, so singt er von ‚Frauenschand‘ (Anstößiges Verhalten).“

Der Festverlauf beinhaltete alle mythologischen Verhaltensmuster „der wilden Sachmet“, „der singenden Bastet“ und „der tanzenden Hathor“.